# Neureclipsis valida
Neureclipsis valida is een schietmot uit de familie Polycentropodidae. De soort komt voor in het Nearctisch gebied.